# Maoripipare
Maoripipare (Anarhynhcus obscurus) är en vadarfågel i familjen pipare som enbart förekommer i Nya Zeeland.

## Utseende
Maoripiparen är en stor (26–28 cm) pipare, störst i släktet Charadrius (se dock släktestillhörighet nedan). Den har brun ovansida med ljuskantade fjäderspetsar, vit panna och vitaktig undersida. Ett mörk streck går genom ögat. Under häckningen är den rödaktig undertill, hanen rödare än honan på bröstet. Den kraftiga näbben är svart, benen ljusa till mellangrå och ögat mörkbrunt.
Nordliga och sydliga populationer skiljer sig något åt, så pass att vissa auktoriteter behandlar dem som olika arter. Den nordliga aquilonius är något mindre men med något längre stjärt. Både ovan- och undersidan är ljusare med mer vitt på ansiktet, hakan och flankerna.

## Utbredning och systematik
Maoripiparen är endemisk för Nya Zeeland och delas upp i två underarter:
- Anarhynhcus obscurus aquilonius – förekommer på Nordön.
- Anarhynhcus obscurus obscurus – förekommer på Stewartön; flockar syns efter häckning på Sydöns sydspets[5]

IUCN och Birdlife International urskiljer underarten aquilonius som en egen art, vilket påverkar artens hotkategorisering (se nedan).

### Släktestillhörighet
Maoripipare placeras traditionellt, liksom de flesta pipare, i det stora släktet Charadrius. Flera genetiska studier har dock visat att arterna i släktet inte är varandras närmaste släktingar. Istället är en stor grupp strandpipare, däribland maoripipare, närmare släkt med vipor i Vanellus och andra udda pipare som australiska inlandspiparen (Peltohyas australis) och likaledes nyzeeländska arten snednäbb (Anarhynchus frontalis) än med typarten för släktet större strandpipare.  Tongivande Clements m.fl. implementerade 2023 dessa resultat i sin systematik, vilket medfört att denna grupp lyfts ur Charadrius och istället förenats med snednäbben i släktet Anarhynchus. Denna linje följs här. 

## Ekologi
Maoripiparen börjar vanligtvis häcka under sitt andra levnadsår och lägger vanligtvis tre ägg. De båda underarterna uppvisar olika val av häckningshabitat. På Nordön häckar den vanligtvis på vidsträckta havsstränder, estuarier och på tidvattenstränder. På Stewartön häckar den istället på hög höjd på kala kullar, vid öppna mossar eller på tuvig gräsmarker. Den lever främst av ryggradslösa djur. Den äldsta kända individen blev åtminstone 31 år.

## Status och hot
Maoripiparen är en fåtalig fågel. Eftersom internationella naturvårdsunionen IUCN betraktar de båda underarterna som skilda arter hotkategoriseras de var för sig. 
Den nordliga populationen, aquilonius, ökar i antal och beståndet uppskattades 2011 bestå av 1900 vuxna individer. Sedan 2022 kategoriserar IUCN den som livskraftig.
Den sydliga populationen, nominatformen obscurus, förekom tidigare på Sydön, men försvann efter predation från hermelin och andra införda vesslor. Idag förekommer den endast på Stewart Island, där predation från katt decimerat beståndet med hela 80 % på 40 år, 1990-1991 ner till endast 62 fåglar, varav bara 18 häckande par på grund av skev könsfördelning (hanar ruvar på natten och är då mer sårbara för predatorer). Efter en utrotningskampanj av katt ökade beståndet gradvis, till 111 fåglar år 1997, 150 1999 och 250 2005. Därefter har den av oklar anledning minskat igen sedan 2012. Den senaste uppskattningen av beståndet är endast 120 fåglar, varav bara 30–40 häckande par.

## Bilder

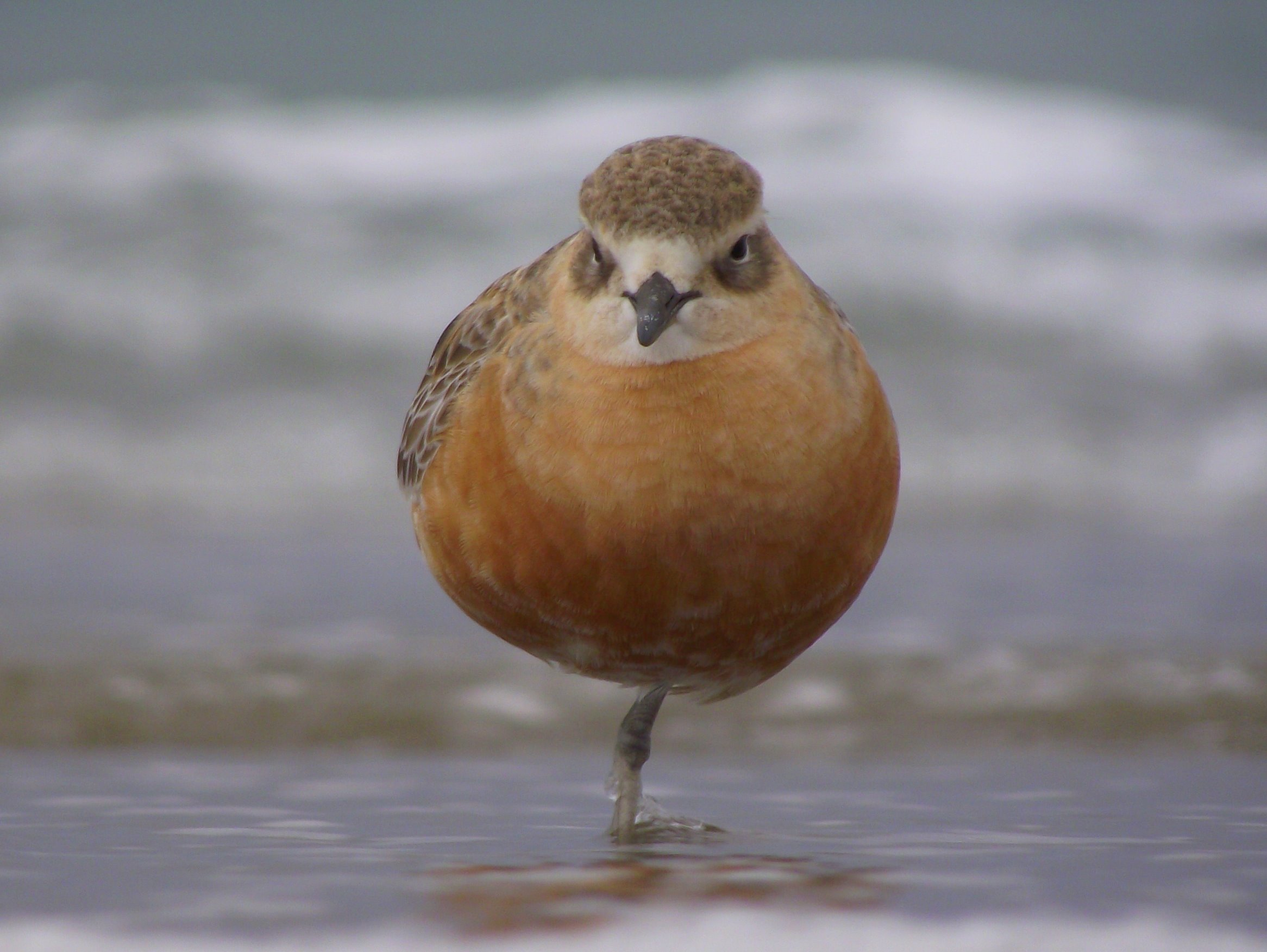
Adult hane i häckningsdräkt.
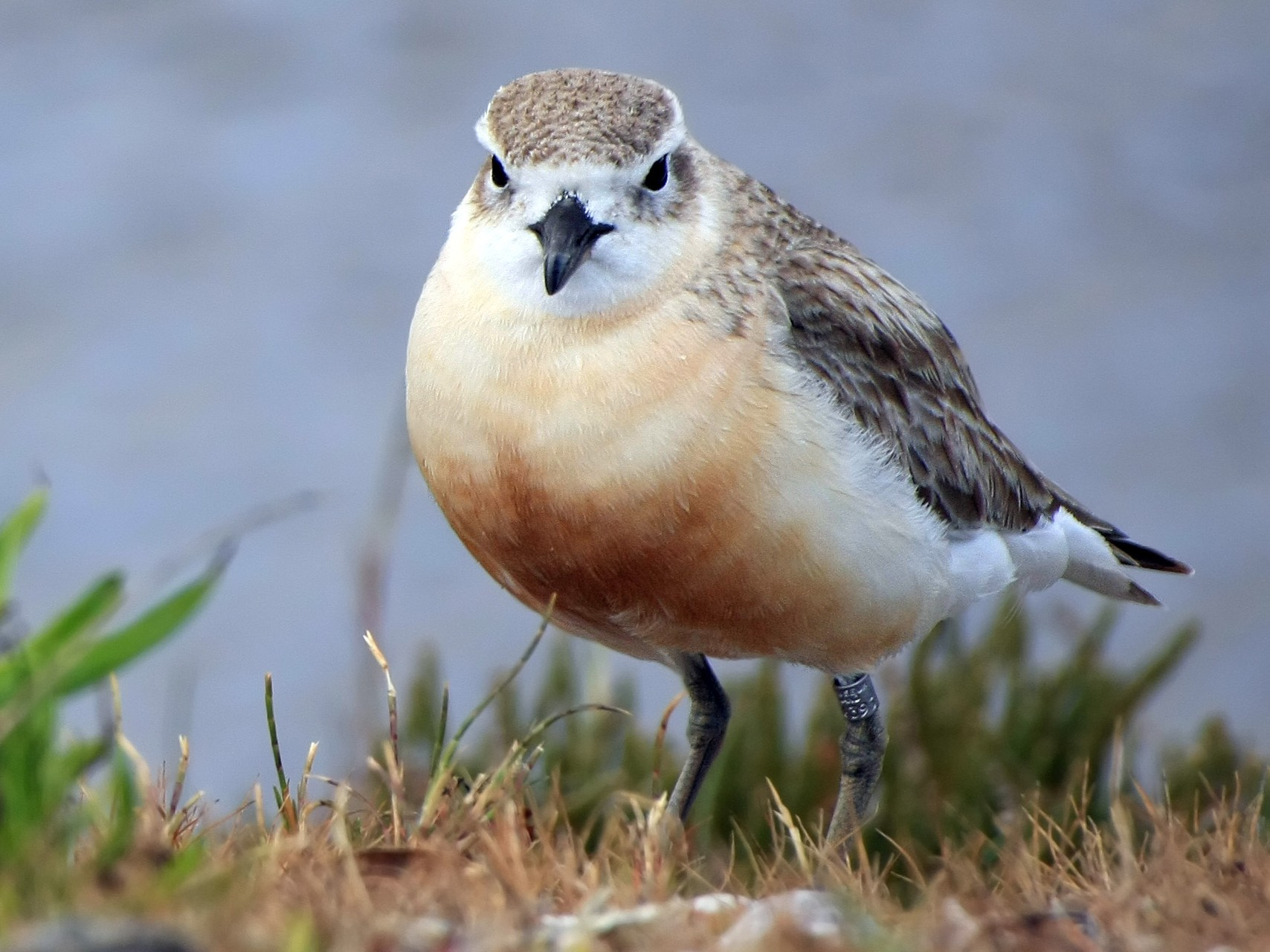
Adult i vinterdräkt.
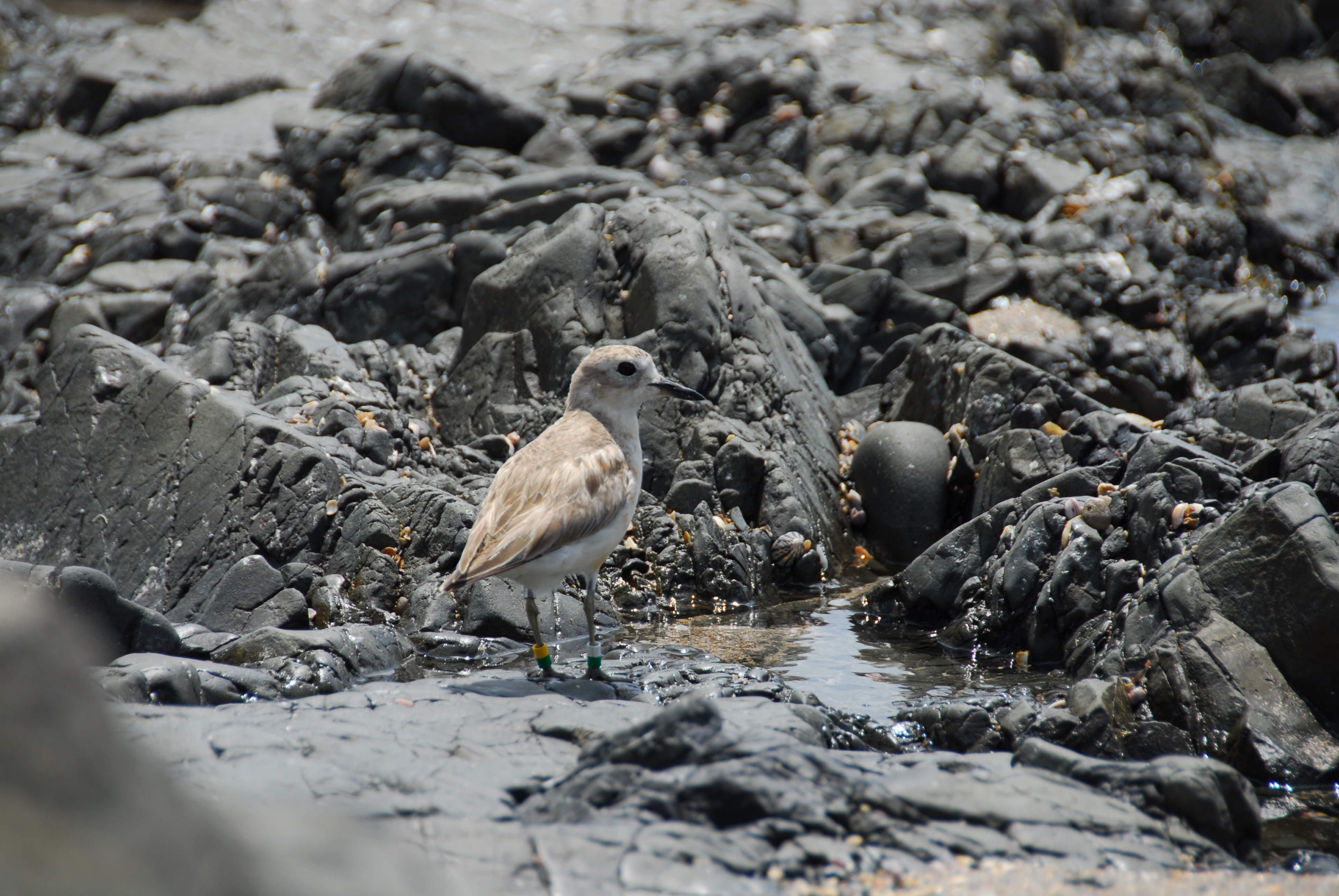
Adult hona.
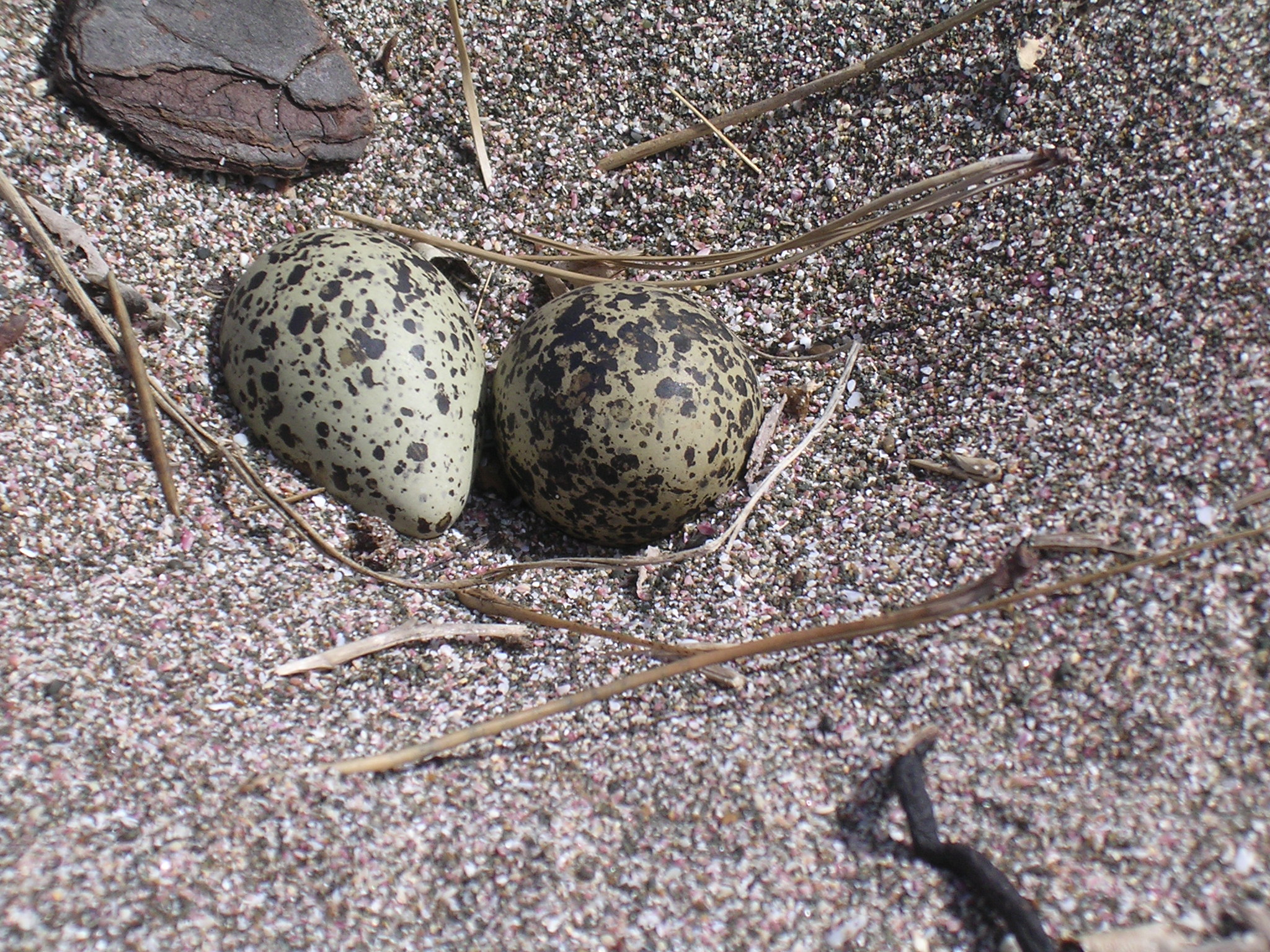
Kull med ägg.